# Carlos Duque
Carlos Alberto Duque Jaén (Panamá, 12 de marzo de 1930 – Panamá, 31 de octubre de 2014) fue un empresario y político panameño que fue presidente del Partido Revolucionario Democrático (PRD). Fue candidato presidencial por el PRD en las elecciones generales de Panamá de 1989.

## Candidato a las presidenciales
Empresario y compañero del dictador militar Manuel Noriega, Duque fue elegido por Noriega para liderar el partido pro-Noriega Partido Democrático Revolucionario (PRD) en 1988. Al siguiente año, permaneció como candidato presidencial del partido. El elegido presidente del PRD Ernesto Pérez Balladares trabajo en su campaña.
El principal rival de Duque para la presidencia, Guillermo Endara, encabezó la lista de la Alianza Democrática de Oposición Cívica (ADOC), una coalición de partidos opuestos a Noriega. Una vez concluida la votación, los observadores internacionales informaron que la coalición de Endara lideraba por un margen de 3 a 1, pero el gobierno de Noriega anuló los resultados antes de que se completara el recuento. Noriega había planeado declarar a Duque el ganador independientemente de los resultados reales. Sin embargo, en ese momento Duque sabía que había sido completamente derrotado por Endara y se negó a aceptarlo.
Al siguiente día, Endara y uno de sus compañeros, Guillermo Ford, fueron atacados por miembros de los Batallones de la dignidad, un grupo paramilitar de apoyo a Noriega. Endara fue golpeado con un palo de hierro y fue hospitalizado, recibiendo ocho puntos. Las imágenes del ataque a Endara y Ford fueron difundidas por los medios de comunicación de todo el mundo, y se les atribuyó la causa de conducir a la invasión estadounidense que pasaría a continuación.

## Carrera postelectoral
Duque fue contrario a la invasión de los EE. UU. que depuso a Noriega, calificándolo como "el mayor error" e instando a los "partidos nacionalistas" a luchar contra las fuerzas estadounidenses. Meses después de la invasión, los fiscales federales estadounidenses acusaron a la empresa de Duque, Transit S.A., de canalizar millones de dólares en sobornos al exgobernante de una operación de contrabando de café. .
En 1999, trabajó en la campaña presidencial del candidato de PRD Martín Torrijos, hijo del militar Omar Torrijos. Martín Torrijos perdió elecciones presidenciales ese año en favor de Mireya Moscoso, aunque venció en las de 2004.